# Technický a zkušební ústav stavební Praha

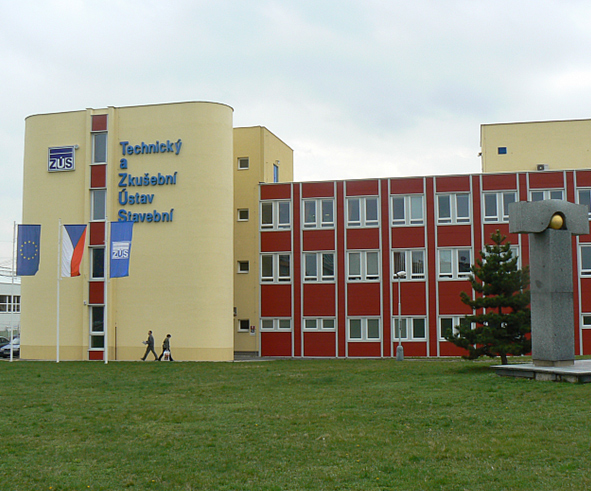
Hlavní budova TZÚS Praha

Technický a zkušební ústav stavební Praha, s.p. (TZÚS) zřízený Ministerstvem průmyslu a obchodu je od roku 1953 největší organizací poskytující služby v oblasti zkoušení a posuzování jakosti ve stavebnictví s 9 pobočkami po celé ČR. V uplynulých letech jsou služby rozšířeny o činnosti odštěpného závodu ZÚLP o některé další obory.

## Činnost
TZÚS Praha zajišťuje služby v těchto oblastech:
- Posuzování shody stanovených stavebních výrobků při jejich uvádění na trh podle zákona č. 22/1997 Sb. v platném znění:
  - podle národních předpisů a technických norem (Autorizovaná osoba 204 - nařízení vlády č. 163/2002 Sb. v platném znění)
  - podle evropských harmonizovaných norem – značka CE (Oznámený subjekt 1020) dle nařízení EP a Rady č. 305/2011 (CPR)
  - podle Evropského technického posouzení - ETA (Subjekt pro technické posuzování) včetně vypracování ETA na výrobek a jeho následného posouzení pro označení CE
  - podle směrnice pro interoperabilitu železničního systému v Evropském společenství (Notifikovaná osoba 1020 - prvky interoperability podle nařízení vlády č. 133/2005 v platném znění, TSI 2008/217/ES, TSI 2011/275/ES, TSI 2008/164/ES))
- Zkoušky stavebních materiálů, výrobků, prvků a konstrukcí (akreditované zkušební laboratoře č. 1018.x, vč. akreditace podle GOST R)
- Certifikace systémů managementu QMS, EMS, BOZP
- Certifikace nestanovených stavebních výrobků a výrobků lehkého průmyslu
- Ověřování emisí skleníkových plynů (GHG)
- Certifikace budov a poradenství v systému SBToolCZ
- Inspekce projektových a inženýrských prací, výroby, provádění staveb, výtahů
- Ověřování a kalibrace měřidel
- Kvalifikace stavebních dodavatelů
- Odborné a znalecké posudky, energetické poradenství, štítkování budov
- Požární expertízy, klasifikační osvědčení
- Řešení zakázek v speciálním režimu dle prověření NBÚ
- Osvědčování stavebních postupů a technologií
- Odborná školení a kurzy
- Nebezpečné látky ve stavebnictví
- Výhradní zástupce firmy PROCEQ SA pro ČR a SR
- o.z. Zkušební ústav lehkého průmyslu České Budějovice (ZÚLP) je zaměřen na analytickou chemii, zjišťování obsahu nebezpečných látek, posuzování hraček, nábytku, dětských hřišť, apod.
- Výzkumné, vývojové a inovační centrum

## Pobočky
Praha, Brno, České Budějovice, Hradec Králové (Předměřice nad Labem), Ostrava, Plzeň, Teplice